# Green Camp (Ohio)
Pour les articles homonymes, voir Green Camp.
Green Camp est un village américain situé dans le comté de Marion, dans l'Ohio. Selon le recensement de 2010, sa population est de 374 habitants.